# Щербаков, Константин Юрьевич
Константин Юрьевич Щербаков (4 февраля 1993) — российский спортсмен (шорт-трек), мастер спорта России, российский предприниматель.

## Биография
Родился 4 февраля 1993 года в Омске. В 2011 году окончил среднюю общеобразовательную школу № 134, Окончив Сибирский государственный университет физической культуры и спорта, в 2015 году прошел курсы профессиональной переподготовки квалификации по специальности «государственное и муниципальное управление». 
В 2016 году окончил Финансовый университет при Правительстве Российской Федерации по специальности «налоги и налогообложение».
В 2019 году с отличием окончил Омский аграрный университет имени П.А. Столыпина по специальности «бухгалтерский учет, анализ и аудит»
Мастер спорта России по шорт-треку (2011). Представлял город Омск, выступал за общество «Динамо», СДЮСШОР и УОР г. Омска. Тренер — Анатолий Иванович Брасалин. На юниорском уровне становился победителем всероссийской Спартакиады 2009 года в эстафете.
На взрослом уровне — серебряный призёр чемпионата России по шорт-треку 2011 года в эстафете 5000 м, бронзовый призёр чемпионата России в эстафете (2012, 1500 м, 2013 и 2014, 5000 м). В марте 2014 года завершил спортивную карьеру.

## Государственная служба
После окончания спортивной карьеры с 2014 по 2019 год замещал должности государственной гражданской службы в структурах  ФНС России.
Имеет классный чин «Советник государственной гражданской службы Российской Федерации 3 класса». 